# Bộ Rùa
Bộ Rùa (danh pháp khoa học: Testudines) là những loài bò sát thuộc nhóm chỏm cây của siêu bộ Chelonia (hay Testudinata). Trong tiếng Việt, các loài thuộc bộ rùa được gọi bằng nhiều tên khác nhau như rùa, ba ba, giải, vích, đồi mồi...
Trong văn hóa, rùa được nhìn nhận dưới nhiều gốc độ khác nhau tùy theo nền văn hóa. Rùa được xem là một trong những con vật mang nhiều ý nghĩa biểu trưng văn hóa nhất (Rùa trong biểu tượng văn hóa).

## Phân loại
Phân loại dưới đây lấy theo Meylan & Ganko, 1988 (sửa đổi theo Meylan & Ganko, 1997 và Meylan, 2001) và Anquetin, Barrett, Jones, Moore-Fay & Evans, 2009. Khi hiểu Testudines Linnaeus, 1758 (không Batsch, 1788) sensu Lee, 1996 (tương đương với Rhaptochelydia Gaffney & Kitching, 1994 như ở dưới đây) thì bộ này được chia thành các phân bộ và chi riêng lẻ như sau:
CHELONIA Macartney, 1802 = Testudinata sensu Zardoya & Meyer, 2001:
- †Odontochelys
- †Australochelys
- Rhaptochelydia Gaffney & Kitching, 1994 = Testudines Linnaeus, 1758 [không Batsch, 1788] sensu Lee, 1996.
  - †Chinlechelys
  - †Proganochelys (= Proganochelyidae/Proganochelydia)
  -  ?†Palaeochersis - đặt vào đây không chắc chắn.
  -  ?†Condorchelys - đặt vào đây không chắc chắn.
  -  ?†Eileanchelys - đặt vào đây không chắc chắn.
  -  ?†Hackerochelys - đặt vào đây không chắc chắn.
  - Casichelyidia Gaffney, 1975 (tương đương với Testudinata Klein, 1760 (không Linnaeus, 1758) sensu Lee, 1997)
    - Cryptodira Cope, 1864 (fide Gaffney & Maylan, 1988)
    - Pleurodira Dumeril & Bibron, 1835 [không Cope, 1871]

Gaffney & Kitching, 1994 chia Chelonia ra như sau:
- † Australochelidae
  - †Australochelys
- Rhaptochelydia
  - †Proganochelydia
    - †Proganochelyidae
      - †Proganochelys

  - Casichelyidia
    - Cryptodira
    - Pleurodira

Trong khi đó, một số tác giả khác như Sterli (2008); Li, Wu, Rieppel, Wang, Zhao (2008); Anquetin, Barrett, Jones, Moore-Fay, Evans (2009) và Joyce, Lucas, Scheyer, Heckert, Hunt (2009) nói chung lại chia Testudinata ra thành một vài chi tuyệt chủng ở nhóm thân cây và Testudines là nhóm chỏm cây. Cụ thể xem sơ đồ cây phát sinh chủng loài tại Mikko's Phylogeny Archive.

### Cryptodira
- †Kayentachelys
- †Indochelys
- Selmacryptodira
  - †Paracryptodira (= ? Pleurosternoidea Hay, 1930)
    - †Kallokibotiidae
    - †Mongolochelyidae
    - †Solemydidae
    - †Pleurosternidae (bao gồm cả Chengyuchelyidae)
    - †Glyptopsidae ("Glyptopsinae")
    - †"Dinochelinae"
    - †Baenoidea (Baenidae sensu lato)
      - †Neurankylidae
      - †Macrobaenidae
      - †Baenidae sensu stricto

  - Eucryptodira Gaffney, 1975 sensu Gaffney, 1984 (= Daiocryptodira Milner, 2004)
    - †Eurysternidae
    - †Plesiochelyidae
    -  ? †Xinjiangchelyidae
    - Centrocryptodira
      - †"Sinemys"
      - †Chubutemys
      - †Meiolaniidae
      - †Osteopygis
      -  ? †"Macrobaenidae"
      -  ? †"Sinemydidae"
      - †Judithemys
      - †Hangaiemys
      - Polycryptodira (= Cryptodira sensu Parham & Hutchison, 2003)
        - Chelydridae
        - Procoelocryptodira
          - Chelonioidea
            - "Chelonioinea"
              - †Toxochelyidae
              - Cheloniidae

            - Dermochelyoidea
              - †Cimochelys
              - †"Protostega"
              - †Thalassemyidae
              - "Dermochelyoinea"
                - Dermochelyidae
                - †Protostegidae (có thể tách riêng họ Desmatochelyidae)

          - Chelomacryptodira
            - †Planetochelys
            - Trionychoidea
              - †Hoplochelys
              - †Adocidae (bao gồm cả Nanshiungchelyidae)
              - †Emarginachelys
              - Dermatemydidae
              - Kinosternidae (có thể bao gồm cả phân họ Staurotypinae, mặc dù phân họ này đôi khi xếp trong họ Chelydridae)
              - †Sandownia
              - Carettochelyidae
              - Trionychidae
              - Không chắc chắn
                - †Khunnuchelys
                - †(Axestemys) (có thể là một phần của Rafetus)

            - Testudinoidea
              -  ? †Haichemydidae
              -  ? †Sinochelyidae (bao gồm cả Peishanemydidae)
              -  ? †Lindholmemydidae
              - Emydidae (đôi khi tách riêng các họ Platysternidae và Geoemydidae)
              - Testudinidae

### Pleurodira
- †Proterochersidae (= Minipleurodira)
- Megapleurodira
  -  ? †Dortokidae
  - †Platychelira
    - †Platychelyidae

  - Eupleurodira
    - Cheloides
      - Chelidae (= Chelyidae)

    - Pelomedusoides (= Pelumedusidae sensu lato)
      - Pelomedusera (= Pelomedusoidea)
        - †Araripemydidae
        - Pelomedusidae (= Eusarkiidae)

      - Podocnemidera
        -  ? †Teneremys
        - †Euraxemydoidea
          - †Euraxemydidae

        - Podocnemidoidea
          - †Bothremydinura
            - †Bothremydidae

          - Podocnemidinura
            - †Brasilemys
            - †Hamadachelys
            - Podocnemididae
- Không chắc chắn:
  - †Apoidochelys
  - †Bauruemys
  - †Carteremys
  - †Palaeaspis (bao gồm cả Palaeochelys, Palemys)
  - †Paralichelys
  - †Potamochelys
  - †Stupendemys

### Không chắc chắn
- †Chitracephalus
- †Neusticemys
- †Scutemys
- †Chelycarapookidae

## Hình ảnh

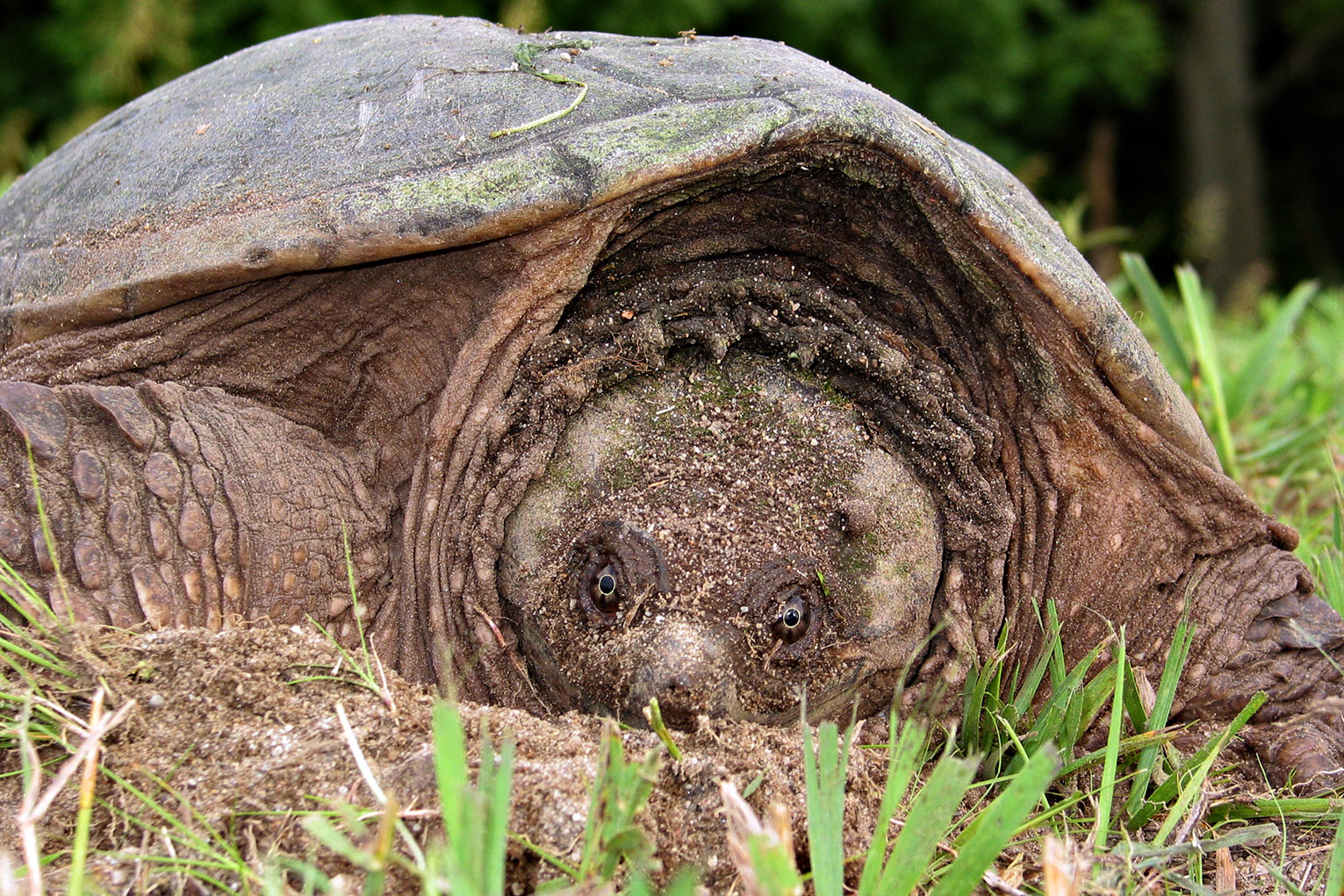
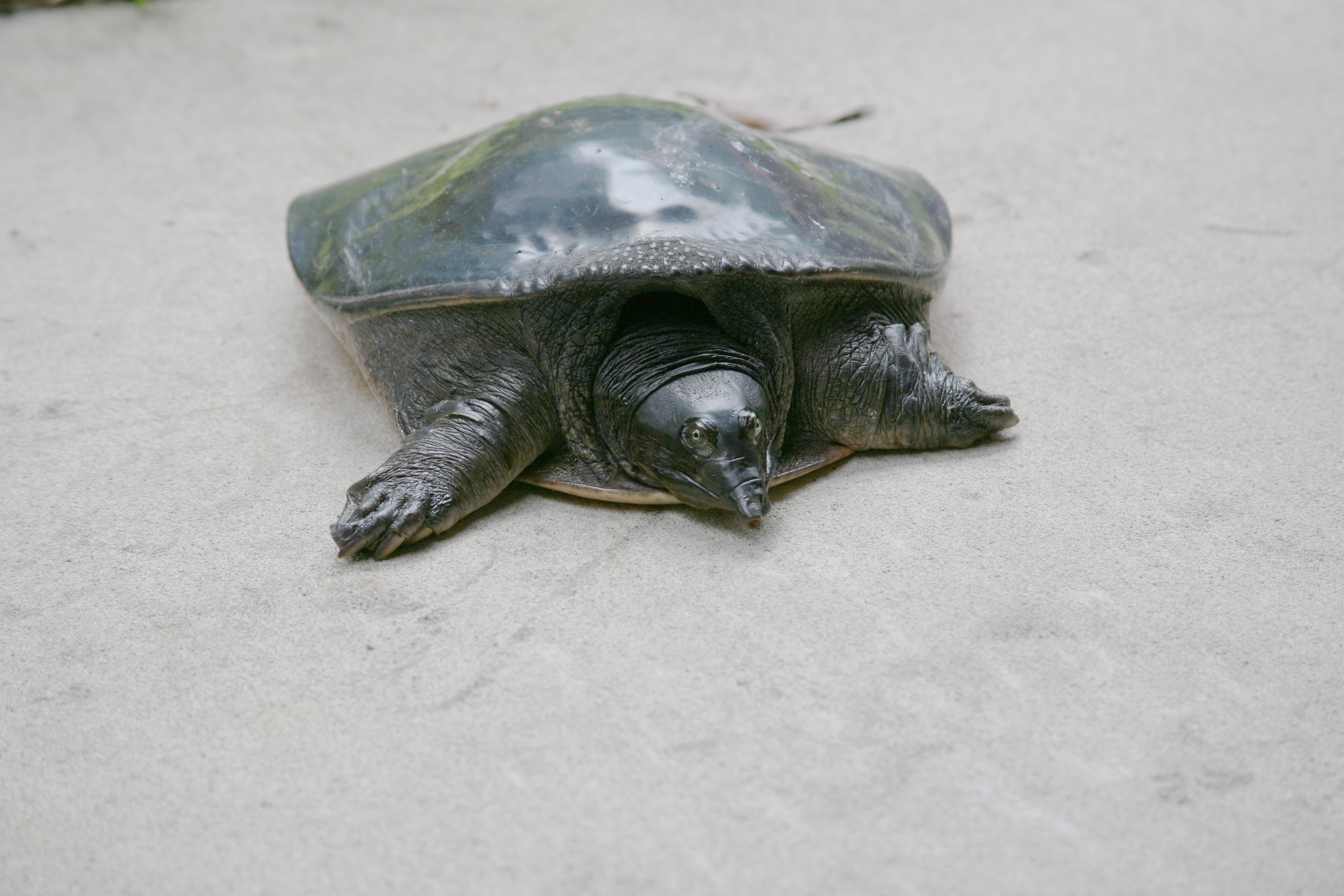
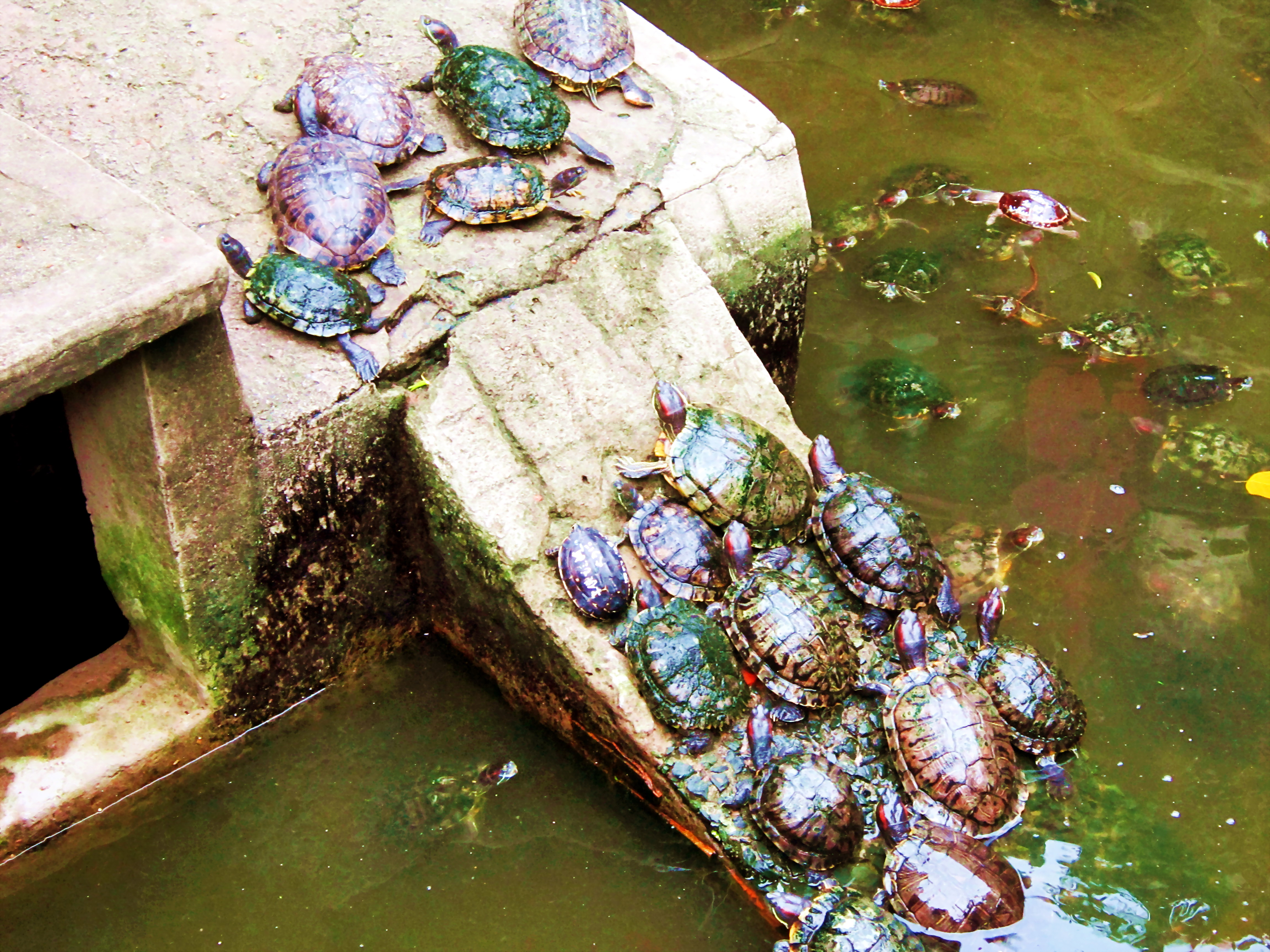
Rùa được phóng sinh tại chùa Ngọc Hoàng.